# Lekkoatletyka na Letnich Igrzyskach Olimpijskich 1976 – trójskok mężczyzn
Trójskok mężczyzn podczas XXI Letnich Igrzysk Olimpijskich w Montrealu rozegrano 29 (kwalifikacje) i 30 lipca 1976 na Stadionie Olimpijskim w Montrealu. Zwycięzcą został reprezentant Związku Radzieckiego Wiktor Saniejew, który tym samym został po raz trzeci z rzędu mistrzem olimpijskim w tej konkurencji.

## Rekordy

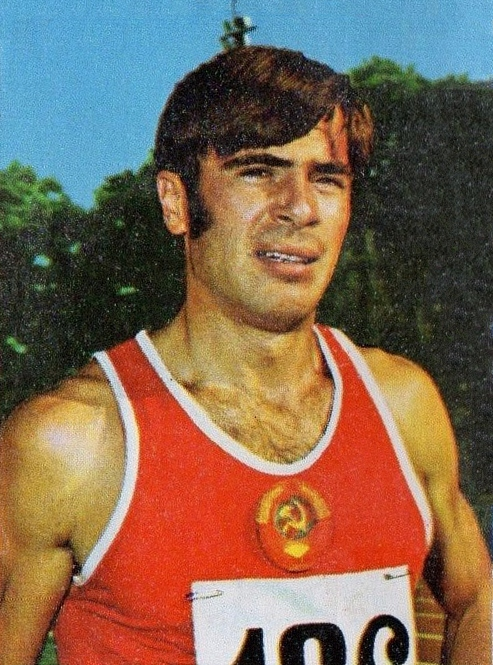
Wiktor Saniejew

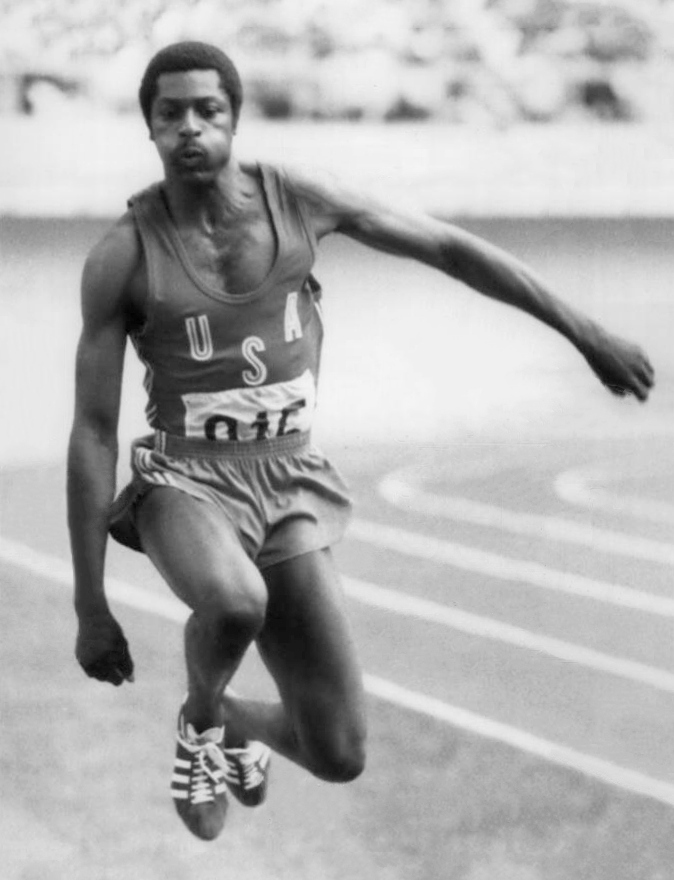
James Butts

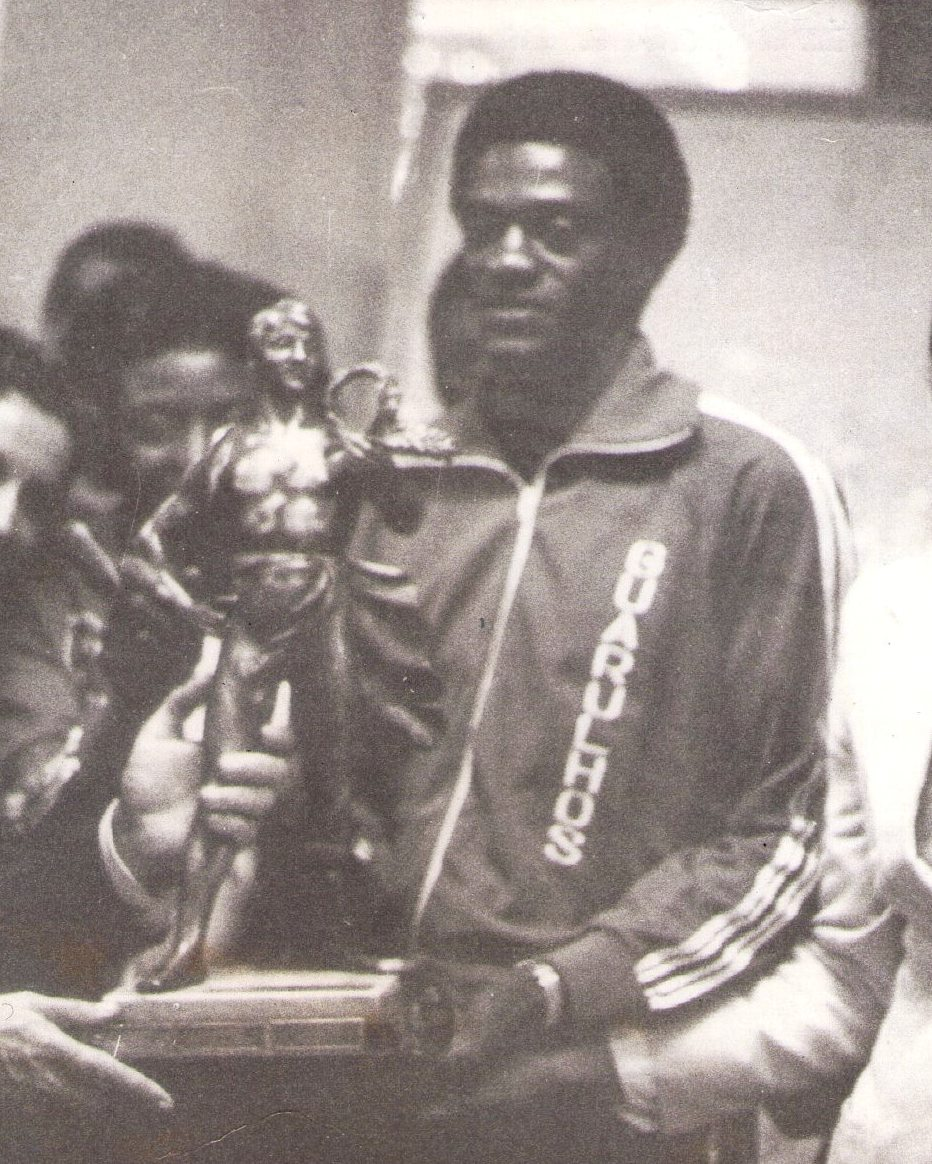
João Carlos de Oliveira

|                   | Zawodnik                | Narodowość | Wynik | Data                      | Miejsce |
| ----------------- | ----------------------- | ---------- | ----- | ------------------------- | ------- |
| Rekord świata     | João Carlos de Oliveira | Brazylia   | 17,89 | 15 października 1975(dts) | Meksyk  |
| Rekord olimpijski | Wiktor Saniejew         | ZSRR       | 17,39 | 17 października 1968(dts) | Meksyk  |

## Wyniki
| Poz. - pozycja |
| – rekord świata \| – rekord krajowy \| – rekord życiowy \| = – wyrównany rekord życiowy \| · – najlepszy wynik w sezonie \| = – wyrównany najlepszy wynik w sezonie \| – rekord olimpijski |
| Fn – falstart \| DNF – nie ukończył \| DNS – nie wystartował \| DSQ – zdyskwalifikowany |

### Kwalifikacje
Do finału awansowali zawodnicy, którzy osiągnęli minimum 16,30 m, względnie 12 najlepszych (gdyby mniej niż 12 zawodników osiągnęło minimum). Skoczkowie startowali w dwóch grupach (A i B).
| Poz. | Grupa | Zawodnik                | Reprezentacja     | Próby | Próby | Próby | Wynik | Uwagi |
| Poz. | Grupa | Zawodnik                | Reprezentacja     | 1     | 2     | 3     | Wynik | Uwagi |
| ---- | ----- | ----------------------- | ----------------- | ----- | ----- | ----- | ----- | ----- |
| 1.   | A     | João Carlos de Oliveira | Brazylia          | 16,81 | –     | –     | 16,81 | Q     |
| 2.   | A     | Wiktor Saniejew         | ZSRR              | 16,77 | –     | –     | 16,77 | Q     |
| 3.   | B     | Wolfgang Kolmsee        | RFN               | 16,68 | –     | –     | 16,68 | Q,    |
| 4.   | A     | Tommy Haynes            | Stany Zjednoczone | 16,62 | –     | –     | 16,62 | Q     |
| 5.   | A     | James Butts             | Stany Zjednoczone | 16,55 | –     | –     | 16,55 | Q     |
| 6.   | A     | Jiří Vyčichlo           | Czechosłowacja    | x     | 16,00 | 16,54 | 16,54 | Q     |
| 7.   | B     | Pedro Pérez             | Kuba              | 16,51 | –     | –     | 16,51 | Q     |
| 7.   | A     | Rayfield Dupree         | Stany Zjednoczone | 14,29 | 16,20 | 16,51 | 16,51 | Q     |
| 9.   | B     | Eugeniusz Biskupski     | Polska            | 16,46 | –     | –     | 16,46 | Q     |
| 10.  | A     | Bernard Lamitié         | Francja           | 16,39 | –     | –     | 16,39 | Q     |
| 11.  | A     | Pentti Kuukasjärvi      | Finlandia         | 16,31 | –     | –     | 16,31 | Q     |
| 12.  | B     | Carol Corbu             | Rumunia           | 16,30 | –     | –     | 16,30 | Q     |
| 13.  | A     | Michał Joachimowski     | Polska            | 16,28 | 16,29 | x     | 16,29 |       |
| 14.  | A     | Nelson Prudêncio        | Brazylia          | 16,18 | 16,22 | 14,89 | 16,22 |       |
| 15.  | B     | Wałentyn Szewczenko     | ZSRR              | 16,15 | 15,97 | 16,00 | 16,15 |       |
| 16.  | B     | Toshiaki Inoue          | Japonia           | 16,06 | x     | 15,99 | 16,06 |       |
| 17.  | B     | Janoš Hegediš           | Jugosławia        | 15,50 | 16,03 | 16,00 | 16,03 |       |
| 18.  | B     | Ramón Cid               | Hiszpania         | 16,00 | x     | x     | 16,00 |       |
| 19.  | A     | Armando Herrera         | Kuba              | 15,98 | x     | x     | 15,98 |       |
| 20.  | A     | Andrzej Sontag          | Polska            | 15,72 | 15,30 | 15,82 | 15,82 |       |
| 21.  | B     | Maxwell Peters          | Antigua i Barbuda | 14,94 | x     | x     | 14,94 |       |
| 22.  | B     | Apostolos Katiniotis    | Grecja            | 14,13 | x     | x     | 14,13 |       |
| 23.  | B     | Mohamed Al-Bouhairi     | Arabia Saudyjska  | 13,85 | x     | x     | 13,85 |       |
| –    | B     | Aston Moore             | Wielka Brytania   | x     | x     | x     | NM    |       |
| –    | B     | Phil Robins             | Bahamy            | x     | x     | x     | NM    |       |

### Finał
| Poz. | Zawodnik                | Reprezentacja     | Próby | Próby | Próby | Próby | Próby | Próby | Wynik | Uwagi |
| Poz. | Zawodnik                | Reprezentacja     | 1     | 2     | 3     | 4     | 5     | 6     | Wynik | Uwagi |
| ---- | ----------------------- | ----------------- | ----- | ----- | ----- | ----- | ----- | ----- | ----- | ----- |
| 01 ! | Wiktor Saniejew         | ZSRR              | x     | 16,71 | 17,06 | x     | 17,29 | x     | 17,29 |       |
| 02 ! | James Butts             | Stany Zjednoczone | 16,69 | 16,76 | 14,80 | 17,18 | 16,55 | 16,61 | 17,18 |       |
| 03 ! | João Carlos de Oliveira | Brazylia          | x     | 16,15 | 16,85 | 14,91 | 16,69 | 16,90 | 16,90 |       |
| 4.   | Pedro Pérez             | Kuba              | 16,81 | 16,24 | 16,48 | 16,47 | x     | x     | 16,81 |       |
| 5.   | Tommy Haynes            | Stany Zjednoczone | 15,46 | x     | 16,68 | 16,78 | 16,71 | 16,71 | 16,78 |       |
| 6.   | Wolfgang Kolmsee        | RFN               | 16,23 | x     | 16,68 | 16,58 | 16,31 | x     | 16,68 | =     |
| 7.   | Eugeniusz Biskupski     | Polska            | 15,91 | x     | 16,49 | x     | 15,79 | x     | 16,49 |       |
| 8.   | Carol Corbu             | Rumunia           | 16,07 | 16,18 | 16,43 | x     | 16,00 | x     | 16,43 |       |
| 9.   | Jiří Vyčichlo           | Czechosłowacja    | x     | x     | 16,28 | NQ    | NQ    | NQ    | 16,28 |       |
| 10.  | Pentti Kuukasjärvi      | Finlandia         | 16,15 | 16,14 | 16,23 | NQ    | NQ    | NQ    | 16,23 |       |
| 11.  | Bernard Lamitié         | Francja           | x     | 16,23 | 15,93 | NQ    | NQ    | NQ    | 16,23 |       |
| 12.  | Rayfield Dupree         | Stany Zjednoczone | x     | 16,23 | 15,90 | NQ    | NQ    | NQ    | 16,23 |       |